# First Division (Liberia)
La First Division è la massima competizione calcistica della Liberia. Il campionato fu istituito nel 1956 e da allora solo una volta non è stato vinto da un club che non fosse di Monrovia.

## Albo d'oro
- 1963:  Invincible Eleven
- 1964:  Invincible Eleven
- 1965:  Invincible Eleven
- 1966:  Invincible Eleven
- 1967:  Mighty Barrolle
- non disputato dal 1968 al 1971
- 1972:  Mighty Barrolle
- 1973:  Mighty Barrolle
- 1974:  Mighty Barrolle
- 1975: non disputato
- 1976:  Saint Joseph Warriors
- 1977: non disputato
- 1978:  Saint Joseph Warriors
- 1979:  Saint Joseph Warriors
- 1980:  Invincible Eleven
- 1981:  Invincible Eleven
- 1982: non disputato
- 1983:  Invincible Eleven
- 1984:  Invincible Eleven
- 1985:  Invincible Eleven
- 1986:  Mighty Barrolle
- 1987:  Invincible Eleven
- 1988:  Mighty Barrolle
- 1989:  Mighty Barrolle
- 1990: non disputato
- 1991:  LPRC Oilers
- 1992:  LPRC Oilers
- 1993:  Mighty Barrolle
- 1994:  NPA Anchors
- 1995:  Mighty Barrolle
- 1996:  Junior Professional
- 1997:  Invincible Eleven
- 1998:  Invincible Eleven
- 1999:  LPRC Oilers
- 2000-2001:  Mighty Barrolle
- 2002:  LPRC Oilers
- 2003: non concluso
- 2004:  Mighty Barrolle
- 2005:  LPRC Oilers
- 2006:  Mighty Barrolle
- 2007:  Invincible Eleven
- 2008:  Black Star
- 2009:  Mighty Barrolle
- 2010-2011:  LISCR
- 2012:  LISCR
- 2013:  BYC
- 2013-2014:  BYC
- 2015:  Nimba Utd
- 2016:  BYC
- 2016-2017:  LISCR
- 2018:  BYC
- 2019:  LPRC Oilers
- 2019-2020: abbandonato[1]
- 2020-2021:  LPRC Oilers
- 2021-2022:  Watanga
- 2022-2023:  LISCR
- 2023-2024:  Watanga
- 2024-2025:  Fassell

## Vittorie per squadra
| Club                  | Città        | Vittorie | Anni                                                                              |
| --------------------- | ------------ | -------- | --------------------------------------------------------------------------------- |
| Invincible Eleven     | Monrovia     | 13       | 1963, 1964, 1965, 1966, 1980, 1981, 1983, 1984, 1985, 1987, 1997, 1998, 2007      |
| Mighty Barrolle       | Monrovia     | 13       | 1967, 1972, 1973, 1974, 1986, 1988, 1989, 1993, 1995, 2000-2001, 2004, 2006, 2009 |
| LPRC Oilers           | Monrovia     | 7        | 1991, 1992, 1999, 2002, 2005, 2019, 2021                                          |
| BYC                   | Monrovia     | 4        | 2013, 2014, 2016, 2018                                                            |
| LISCR                 | Monrovia     | 4        | 2011, 2012, 2016-2017, 2023                                                       |
| Saint Joseph Warriors | Monrovia     | 3        | 1976, 1978, 1979                                                                  |
| Watanga               | Monrovia     | 2        | 2022, 2024                                                                        |
| NPA Anchors           | Monrovia     | 1        | 1994                                                                              |
| Junior Professional   | Monrovia     | 1        | 1996                                                                              |
| Black Star            | Monrovia     | 1        | 2008                                                                              |
| Nimba Utd             | Sanniquellie | 1        | 2015                                                                              |
| Fassell               | Kakata       | 1        | 2025                                                                              |